# Krasnoje Selo
Krasnoje Selo (russisch Кра́сное Село́) ist eine zu Sankt Petersburg (Russland) gehörende Stadt. Sie hat 44.323 Einwohner (Stand 14. Oktober 2010).

## Geografie
Die Stadt liegt in den Ischorahöhen etwa 25 km südwestlich des Stadtzentrums von Sankt Petersburg am Flüsschen Dudergofka, welches beim Sankt Petersburger Stadtteil Urizk in den Finnischen Meerbusen der Ostsee mündet.
Krasnoje Selo ist Zentrum des gleichnamigen Rajons der Stadt mit Föderationssubjektstatus Sankt Petersburg.

## Geschichte
Das Dorf Krasnoje Selo (russisch für Schönes Dorf; krasnoje in seiner alten Bedeutung) entstand zu Beginn des 18. Jahrhunderts.
Ab 1765 befand sich hier der Standort der Gardetruppen der Sankt Petersburger Garnison der Kaiserlich Russischen Armee. Daneben entstand eine Papierfabrik. Die Umgebung war wegen ihrer malerischen, hügeligen Lage beliebtes Gebiet für Landhäuser der begüterten Kreise der russischen Hauptstadt.
Eine besondere Rolle spielte der Ort in der Entwicklung der russischen Luftfahrt: 1882 führte hier Alexander Moschaiski seine – allerdings missglückten – Versuche mit einem dampfmaschinengetriebenen Flugzeug durch; vor dem Ersten Weltkrieg befand sich hier ein Flugplatz, auf dem z. B. Igor Sikorski seinen Russki Witjas, das erste viermotorige Flugzeug der Welt, erfolgreich erprobte.
Im Russischen Bürgerkrieg wurden bei Krasnoje Selo im Spätherbst 1919 die auf Petrograd vorrückenden Truppen des weißen Generals Nikolai Judenitsch gestoppt und zerschlagen.
Die Verleihung des Stadtrechts war bereits im Oktober 1918 im Gespräch und wurde schließlich 1925 vollzogen, wie auch für das nördlicher gelegene Urizk (bis 1918 Ligowo, heute Siedlung bzw. Munizipaler Kreis (Okrug) des Rajons Krasnoje Selo).
Im Zweiten Weltkrieg war Krasnoje Selo während der Leningrader Blockade von der deutschen Wehrmacht besetzt, am 19. Januar 1944 wurde es von der Roten Armee im Zuge der Leningrad-Nowgoroder Operation zurückerobert.
1973 wurde die Stadt Krasnoje Selo dem neu gegründeten, gleichnamigen Stadtrajon des damaligen Leningrad zugeordnet.
Zwischenzeitlich war die offizielle Bezeichnung der Stadt ab 1996 Munizipaler Kreis (Okrug) Nr. 43, ab 1999 jedoch wieder Stadt Krasnoje Selo.

### Bevölkerungsentwicklung
| Jahr | Einwohner |
| ---- | --------- |
| 1897 | 3.000     |
| 1939 | 12.654    |
| 1959 | 16.286    |
| 1970 | 27.208    |
| 2002 | 44.081    |
| 2010 | 44.323    |

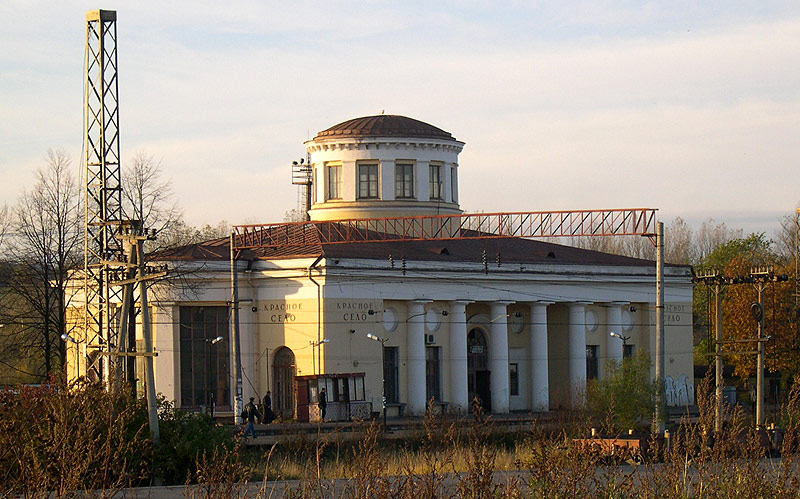
Bahnhof Krasnoje Selo

Anmerkung: Volkszählungsdaten (1897 gerundet)

## Kultur und Sehenswürdigkeiten
In Krasnoje Selo befindet sich die Abteilung für Brückenbau des Sankt Petersburger Zentralen Eisenbahnmuseums.

## Wirtschaft und Infrastruktur
Die Stadt liegt an der Eisenbahnstrecke Sankt Petersburg (Baltischer Bahnhof)–Gattschina. Bis Krasnoje Selo wurde die Strecke bereits 1859 eröffnet. Die Weiterführung ins gut 20 Kilometer entfernte Gattschina erfolgte 1872, wo der Anschluss an die 1870 durchgängig eröffnete Strecke nach Tallinn hergestellt wurde. Zuvor verkehrten die Züge bis Gattschina über die Strecke Richtung Warschau.
Durch Krasnoje Selo führt die Fernstraße A180 Sankt Petersburg–Iwangorod (Grenze zu Estland).

## Söhne und Töchter
- Nikolai Gorbunow (1892–1938), Politiker
- Nikolai Piljugin (1908–1982), Raumfahrtingenieur
- Halyna Polywanowa (1929–2020), sowjetisch-ukrainische Sopranistin, Musikpädagogin und Professorin am Odessaer Konservatorium
- Pawel Morschtschinin (1933–2009), Skilangläufer